# Lucía Topolansky
Lucía Topolansky Saavedra (Montevidéu, 25 de setembro de 1944) é uma política uruguaia. Atualmente, atua como senadora do República Oriental do Uruguai desde 15 de fevereiro de 2020.
Foi vice-presidente do Uruguai, após a renúncia de Raúl Fernando Sendic, de 13 de setembro de 2017 a 14 de fevereiro de 2020. Pertence ao Movimento de Libertação Nacional - Tupamaros (MLN-T) e faz parte do Movimento Participação Popular (MPP), Frente Ampla. Por 17 anos e meio, ela atuou como deputada de Montevidéu e senadora, respectivamente. Casou-se com José Mujica, ex-presidente do Uruguai, em 2005, permanecendo com ele até sua morte em 2025. Lucía serviu como primeira-dama de seu país entre 2010 e 2015.[carece de fontes?]
De ascendência polonesa do lado do pai Luis Topolansky, durante a infância, estudou no Colégio Sacré Cœur de las Hermanas Dominicas em Montevidéu com sua irmã gêmea. Ela então entrou no Instituto Alfredo Vásquez Acevedo e lá iniciou sua militância no movimento estudantil.[carece de fontes?]
Lucía é associada ao Movimento de Participação Popular (MPP) por muitos anos, ligada ao antigo movimento guerrilheiro Tupamaros.[carece de fontes?]